# ウバラ・ツツ
ウバラ・ツツ（Ubara-tutu、Ubartutu）は、古代メソポタミア、シュメールの王。

## 略歴
シッパルのウバラ・ツツはシュメール神話の人物でエン・メン・ドゥル・アナの子。ウバラ・ツツは大洪水前のシュメール王朝以前の最後の王で18,600年統治したとされる。生きて天国に入ったためしばしばエノクと比較される。大洪水が土地を襲うまでシュメールの王であった。
シュメール王名表によると大洪水の後、北の都市キシュに再度王権が確立された。
ウバラ・ツツはギルガメシュ叙事詩の粘土版11に簡潔に記載されている。来るべき洪水を生き延びるために、エア神（エンキ）から船を作るように指示された人物・ウンナピシュティムの父親であることが確認されている。